# Muharsás
A muharsás (Carex panicea) a perjevirágúak (Poales) rendjébe, a palkafélék (Cyperaceae) családjába és a sás (Carex) nemzetségbe tartozó növényfaj, gyógynövény. Lágy szárú, évelő növény.

## Leírása
A szürkészöld növény 10–50 centiméter magasra nő meg. Szártövi levélhüvelyei barnák, levelei 2–4 milliméter szélesek, laposak, felálló termős füzérkéi 2–3 centiméter hosszúak, hengeresek, lazán elállók, csak egy porzós füzérkéjű, 3 bibéjű tömlője gömbös-tojásdad, szürkészöld vagy sárgásbarna, rövid, vastag csőrű, pelyvái feketések. Nagy tömegben májustól júliusig virágzik. Virágporát a szél terjeszti, de gyöktörzsek útján is szaporodik.

## Elterjedése
Közép-Európától Nyugat-Ázsiáig mindenhol előfordulhat, Amerika keleti részébe is behurcolták, mint neofita növényt. Kiszáradó láprétek jellemző növénye. A Mátrában megtalálhatóak állományai.